# 樹の海
『樹の海』（きのうみ）は2005年6月25日公開の日本映画。第17回東京国際映画祭日本映画・ある視点部門作品賞・特別賞受賞作品。

## キャスト
EPISODE1
- 萩原聖人 - 朝倉正彦
- 田村泰二郎 - 田中哲治
- スズキジュンペイ - 若い男A
- 北村栄基 - 若い男B

EPISODE2
- 池内博之 - タツヤ
- 小嶺麗奈 - 北村今日子
- 田中要次 - 大室
- 古川貴稔 - 西田

EPISODE3
- 津田寛治 - 山田敏男
- 塩見三省 - 三枝清
- 小山田サユリ - 横山真佐子
- 中村麻美 - 居酒屋の店員

EPISODE4
- 井川遥 - 手島映子
- 余貴美子 - 大瀬道子
- 宮本大誠 - 渡辺卓也
- 蟹江一平 - 高木
- でんでん - 杉田
- 谷本一 - 酔客
- 大鷹明良 - 公安委員会の担当官
- 泉綾香 - 女子中学生
- 冷泉公裕 - 手島昭二
- 大杉漣 - 松原

## スタッフ
- 監督 - 瀧本智行
- 脚本 - 青島武、瀧本智行
- 音楽 - 吉川忠英
- 主題歌 - 「遠い世界に」AMADORI(EPICレコード)
- プロデューサー - 青島武、永田芳弘
- 製作者 - 高橋紀成、川島晴男
- 製作委員会メンバー - シー・アイ・エー、ハピネット・ピクチャーズ、メモリーテック